# تپه گور قلعه وروزین
تپه گور قلعه وروزین مربوط به دوران‌های تاریخی پس از اسلام است و در شهرستان رزن، بخش مرکزی، روستای وروزین واقع شده و این اثر در تاریخ ۲۳ شهریور ۱۳۸۲ با شمارهٔ ثبت ۱۰۱۱۴ به‌عنوان یکی از آثار ملی ایران به ثبت رسیده است.